# Ket-Kap
De Ket-Kap (Russisch: Кет-Кап) is een bergrug in het oostelijke deel van het Hoogland van Aldan, gelegen op de rechteroever van de Oetsjoer (zijrivier van de Aldan) en rond de bovenloop van de rivier de Aim (zijrivier van de Maja). De bergrug strekt zich uit over een lengte van bijna 140 kilometer en is tot 1493 meter hoog. De bergrug ligt in een bijna onbewoond onherbergzaam gebied.
De oorsprong van de naam zou zijn afgeleid van de Jakoetische woorden voor 'vliegen' en 'schip'. In de jaren 30 van de 20e eeuw togen geologen naar het gebied op zoek naar de oorsprong van dit 'luchtschip', maar troffen niets aan.